# کنپو (دوره)
کنپو (به ژاپنی: 建保 Kempo) نام یک عصر تاریخی ژاپنی بود. این عصر بعد از کنریاکو و قبل از جوکیو قرار داشت و از دسامبر ۱۲۱۳ تا آوریل ۱۲۱۹ میلادی به طول انجامید. در طی این عصر امپراتور جونتوکو، امپراتور ژاپن بود.